# Tiberio Minucio Augurino
Tiberio Minucio Augurino (fl. IV secolo a.C.) è stato un politico e generale romano.

## Biografia
Fu eletto console nel 305 a.C., con il collega Lucio Postumio Megello Entrambi i consoli si diressero nel Sanni, dirigendosi però in zone diverse, Postumio a Tiferno e Minucio a Boviano. Postumio, che comandava la colonna orientale, superò e batté una forte resistenza sannita a Tiferno, prima di rincongiungersi con le truppe guidate da Minucio. I due eserciti romani, così riuniti, si scontrarono contro i Sanniti nella battaglia di Boviano, che risultò decisiva per l'esito finale della seconda guerra sannitica.
Livio riporta come per alcuni autori, Minucio rimase ucciso nella battaglia di Boviano